# Fábrica de Casamentos
Fábrica de Casamentos é um reality show brasileiro que ajuda casais a realizarem seus casamentos dos sonhos. O reality estreou dia 4 de março de 2017 no SBT e, mais tarde, começou a ser transmitido no Discovery Home & Health. Era apresentado por Chris Flores e Carlos Bertolazzi desde a sua estreia. O programa é considerado roteirizado.
Após cinco anos fora do ar por conta dos altos custos para a sua produção, o SBT chegou a anunciar o seu retorno para breve, mas tendo Ana Furtado como a nova apresentadora.

## Equipe

### Atuais
| Membro | Função | Período |
| ------ | ------ | ------- |

### Antigos
| Membro            | Função                                                                                  | Período   |
| ----------------- | --------------------------------------------------------------------------------------- | --------- |
| Elisa Tavares     | Encarregada da decoração e dos pedidos dos noivos                                       | 2017–2018 |
| Hugo Grassi       | Sub-chef encarregado do buffet                                                          | 2017      |
| Beca Milano       | Encarregada dos doces e do bolo.                                                        | 2017–2020 |
| Mari Dedevitis    | Encarregada da decoração e dos pedidos dos noivos                                       | 2019–2020 |
| Lucas Anderi      | Encarregado do vestido da noiva e do terno do noivo                                     | 2017–2020 |
| Robson Jassa      | Cabelo                                                                                  | 2017–2020 |
| Junior Mendes     | Maquiagem                                                                               | 2017–2020 |
| Chris Flores      | Apresentadora e encarregada das surpresas para os noivos.                               | 2017–2020 |
| Carlos Bertolazzi | Chef que supervisiona o buffet e os preparativos e encarregado da viagem de lua de mel. | 2017–2020 |

## Episódios
| Temporada | Temporada | Episódios | Episódios | Originalmente exibido | Originalmente exibido |
| Temporada | Temporada | Episódios | Episódios | Estreia da temporada  | Final da temporada    |
| --------- | --------- | --------- | --------- | --------------------- | --------------------- |
|           | 1         | 16        | 16        | 4 de março de 2017    | 24 de junho de 2017   |
|           | 2         | 15        | 15        | 17 de março de 2018   | 30 de junho de 2018   |
|           | 3         | 14        | 14        | 6 de abril de 2019    | 6 de julho de 2019    |
|           | 4         | 7         | 7         | 27 de junho de 2020   | 8 de agosto de 2020   |
|           | 5         | ASA       | ASA       | 2025                  | ASA                   |

### 1.ª Temporada (2017)
| N.º na série | N.º na temp. | Título                | Dirigido por | Escrito por | Lançamento          |
| ------------ | ------------ | --------------------- | ------------ | ----------- | ------------------- |
| 1            | 1            | "Kátia e Alexandre"   | ASA          | ASA         | 4 de março de 2017  |
| 2            | 2            | "Rejane e Giovani"    | ASA          | ASA         | 11 de março de 2017 |
| 3            | 3            | "Mariana e Eli"       | ASA          | ASA         | 18 de março de 2017 |
| 4            | 4            | "Lais e Francisco"    | ASA          | ASA         | 25 de março de 2017 |
| 5            | 5            | "Gislaine e Felliphe" | ASA          | ASA         | 1 de abril de 2017  |
| 6            | 6            | "Anna e Jorginho"     | ASA          | ASA         | 8 de abril de 2017  |
| 7            | 7            | "Raquel e Kaiki"      | ASA          | ASA         | 15 de abril de 2017 |
| 8            | 8            | "Jambavati e Murari"  | ASA          | ASA         | 22 de abril de 2017 |
| 9            | 9            | "Fabiana e Fabiano"   | ASA          | ASA         | 6 de maio de 2017   |
| 10           | 10           | "Natasha e Marco"     | ASA          | ASA         | 13 de maio de 2017  |
| 11           | 11           | "Wanesca e Joelson"   | ASA          | ASA         | 20 de maio de 2017  |
| 12           | 12           | "Ingrid e Renato"     | ASA          | ASA         | 27 de maio de 2017  |
| 13           | 13           | "Giulliana e Kildery" | ASA          | ASA         | 3 de junho de 2017  |
| 14           | 14           | "Camila e Lucas"      | ASA          | ASA         | 10 de junho de 2017 |
| 15           | 15           | "Cris e Nathan"       | ASA          | ASA         | 17 de junho de 2017 |
| 16           | 16           | "Aline e Juninho"     | ASA          | ASA         | 24 de junho de 2017 |

### 2.ª Temporada (2018)
| N.º na série | N.º na temp. | Título              | Dirigido por | Escrito por | Lançamento          |
| ------------ | ------------ | ------------------- | ------------ | ----------- | ------------------- |
| 17           | 1            | "Halime e Jonas"    | ASA          | ASA         | 17 de março de 2018 |
| 18           | 2            | "Kelly e Kauê"      | ASA          | ASA         | 24 de março de 2018 |
| 19           | 3            | "Camila e Douglas"  | ASA          | ASA         | 31 de março de 2018 |
| 20           | 4            | "Carol e Fabiano"   | ASA          | ASA         | 7 de abril de 2018  |
| 21           | 5            | "Letícia e Max"     | ASA          | ASA         | 14 de abril de 2018 |
| 22           | 6            | "Laura e Thyago"    | ASA          | ASA         | 21 de abril de 2018 |
| 23           | 7            | "Mariana e Osmar"   | ASA          | ASA         | 28 de abril de 2018 |
| 24           | 8            | "Carol e Allan"     | ASA          | ASA         | 5 de maio de 2018   |
| 25           | 9            | "Lierson e Marcela" | ASA          | ASA         | 12 de maio de 2018  |
| 26           | 10           | "Murilo e Flávia"   | ASA          | ASA         | 19 de maio de 2018  |
| 27           | 11           | "Gabriel e Natali"  | ASA          | ASA         | 26 de maio de 2018  |
| 28           | 12           | "Carolinne e Dheny" | ASA          | ASA         | 9 de junho de 2018  |
| 29           | 13           | "Clara e Renato"    | ASA          | ASA         | 16 de junho de 2018 |
| 30           | 14           | "Renata e Daniel"   | ASA          | ASA         | 23 de junho de 2018 |
| 31           | 15           | "Juliana e Eduardo" | ASA          | ASA         | 30 de junho de 2018 |

### 3.ª Temporada (2019)
| N.º na série | N.º na temp. | Título                                  | Dirigido por | Escrito por | Lançamento          |
| ------------ | ------------ | --------------------------------------- | ------------ | ----------- | ------------------- |
| 32           | 1            | "Maísa e Caio"                          | ASA          | ASA         | 6 de abril de 2019  |
| 33           | 2            | "Catherynne e Guilherme"                | ASA          | ASA         | 13 de abril de 2019 |
| 34           | 3            | "Giovanna e Júlio"                      | ASA          | ASA         | 20 de abril de 2019 |
| 35           | 4            | "Daniela e Charles"                     | ASA          | ASA         | 27 de abril de 2019 |
| 36           | 5            | "Gabriela e Raphael"                    | ASA          | ASA         | 4 de maio de 2019   |
| 37           | 6            | "Mariana e Fábio"                       | ASA          | ASA         | 11 de maio de 2019  |
| 38           | 7            | "Carolina e Jackson"                    | ASA          | ASA         | 18 de maio de 2019  |
| 39           | 8            | "Renata e Victor"                       | ASA          | ASA         | 25 de maio de 2019  |
| 40           | 9            | "Doane e Gabriel"                       | ASA          | ASA         | 1 de junho de 2019  |
| 41           | 10           | "Wânia e Rodrigo"                       | ASA          | ASA         | 8 de junho de 2019  |
| 42           | 11           | "Vitória e Yanniki"                     | ASA          | ASA         | 15 de junho de 2019 |
| 43           | 12           | "Jéssica e Walker / Jaqueline e Renato" | ASA          | ASA         | 22 de junho de 2019 |
| 44           | 13           | "Gabriela e Matheus"                    | ASA          | ASA         | 29 de junho de 2019 |
| 45           | 14           | "Roberta e Peter"                       | ASA          | ASA         | 6 de julho de 2019  |

### 4.ª Temporada (2020)
| N.º na série | N.º na temp. | Título                | Dirigido por | Escrito por | Lançamento          |
| ------------ | ------------ | --------------------- | ------------ | ----------- | ------------------- |
| 46           | 1            | "Flávia e Leandro"    | ASA          | ASA         | 27 de junho de 2020 |
| 47           | 2            | "Letícia e Guilherme" | ASA          | ASA         | 4 de julho de 2020  |
| 48           | 3            | "Carla e Neto"        | ASA          | ASA         | 11 de julho de 2020 |
| 49           | 4            | "Mariana e Rafael"    | ASA          | ASA         | 18 de julho de 2020 |
| 50           | 5            | "Gabriela e Rafael"   | ASA          | ASA         | 25 de julho de 2020 |
| 51           | 6            | "Bruna e Igor"        | ASA          | ASA         | 1 de agosto de 2020 |
| 52           | 7            | "Amanda e Victor"     | ASA          | ASA         | 8 de agosto de 2020 |